# Fort Henry ostroma
A Tennessee állam északi határánál, a Tennessee-folyó mellett épített Fort Henryt 1862. február 6-án ostromolták meg az unionista erők amerikai polgárháborúban. A háború nyugati hadszínterén ez volt az északiak, egyúttal a tehetséges Ulysses S. Grant dandártábornok első komolyabb sikere.
Február 4-én és 5-én Grant két hadosztályt tett partra az erődtől északra, ezekből a csapatokból alakult idővel az északiak Tennessee-hadserege (Army of the Tennessee). Az ostromot február 6-án az uniós ágyúnaszádok kezdték Andrew H. Foote admirális parancsnoksága alatt. Az alkalmatlan helyre épített és emiatt részben víz alá került erődöt a naszádok romboló tüzében Lloyd Tilghman dandártábornok még a gyalogság megérkezése előtt feladta.
Fort Henry eleste megnyitotta a Tennessee-folyót az uniós hajók előtt egészen Alabama állam határáig. A következő héten az északi ágyúnaszádok a folyón délre portyáztak: rajtaütöttek a konföderációs hajókon és vasúti hidakat romboltak. Február 12-én Grant hadserege a kb. húsz kilométerre levő Fort Donelsonhoz indult, hogy megtámadja az erőd körül gyülekező konföderációs hadsereget; a hadművelet Fort Donelson ostromával ért véget.

## Előzmények
1861 elején a fontos határállam Kentucky bejelentette semlegességét a polgárháborúban. Ez 1861 szeptemberéig tartott, ekkor ugyanis mindkét fél hadserege benyomult az államba. Gideon J. Pillow dandártábornok Leonidas Polk vezérőrnagy parancsára elfoglalta Columbus vasúti csomópontját, amire a korábban utasított, de csak később mozduló Ulysses S. Grant dandártábornok Paducah vasútállomásának és a Tennessee-folyó torkolatához közel épült kikötőjének elfoglalásával válaszolt. A Tennessee államot addig északról, afféle pajzsként védelmező Kentucky hadműveleti területté vált.
1862 elejére Albert Sidney Johnston lett az Arkansas-tól a Cumberland-hasadékig húzódó terület konföderációs csapatainak parancsnoka, és a hatalmas terület védelmében szétforgácsolta erőit. A hadszíntér bal szárnyát Polk 12 000 emberrel védte Columbust, a jobb szárnyon Simon B. Buckner 4000 katonája emelt sáncokat Bowling Greennél. A centrumot két erődnek, Fort Henry-nek és Fort Donelsonnek kellett védenie – ehhez szintén 4000 katonát rendelt Lloyd Tilghman parancsnoksága alá. A Tennessee- és a Cumberland-folyót csak ez e két erőd védte: ha ezek elesnek, az uniós flotta Tennessee belsejébe, sőt egészen Alabama határáig szállíthatta volna a hadsereget.
A nyugati hadszíntéren az északiak hadvezetése ekkoriban nem volt egységes. Három önálló parancsnokságuk volt:
- a kansasit David Hunter vezérőrnagy irányította,
- a missourit Henry W. Halleck és
- az ohióit Don Carlos Buell dandártábornok.

1862 januárjára ennek hátrányai nyilvánvalóvá váltak, mivel a három tábornok nem tudott megegyezni a követendő stratégiáról. Buellt a politikusok arra ösztökélték, hogy támadja meg és ragadja el az unióbarát Kelet-Tennesseet, ezért lassan Nashville felé nyomult. Halleck körzetében Grant haladt a Tennessee-folyó mentén felfelé, és ezzel elvonta a figyelmet Buell tervezett előrenyomulása elől. A tábornokokat az elnök arra buzdította, hogy február 22-éig (Washington születésnapjáig, a későbbi elnökök napjáig) kezdjenek általános támadó hadműveletbe. Óvatos természete ellenére Halleck végül engedélyezte Grantnek Fort Henry megtámadását. Halleck azt remélte, hogy ezzel javítja helyzetét a riválisának tekintett Buell elleni presztízsharcban. Hallecket és Grantet egyaránt aggasztották a konföderációs P. G. T. Beauregard tábornagy és 15 ezredének érkezéséről szállongó hírek, ám ezekből mindössze Beauregard áthelyezése bizonyult igaznak. 1862. január 30-án, mielőtt még Beauregard (és vélt erősítése) megérkezhetett volna, Halleck parancsot adott, hogy Grant vegye be Fort Henry erődítményét.
Grant időveszteség nélkül, már február 2-án elindult Illinois-ból, az Ohio torkolatánál épült Cairo városából. 15–17 000 emberét két hadosztályba szervezte, élükre John A. McClernand, illetve C. F. Smith dandártábornokot állította. Rendelkezésére állt a Mississippin hajózó Nyugati ágyúnaszád flottilla, amelyet Andrew H. Foote admirális vezényelt. A flotilla négy páncélozott (USS Cincinnati zászlóshajó, USS Carondelet, USS St. Louis és USS Essex) és három fából épül naszádot (USS Conestoga, USS Tyler, és USS Lexington) foglalt magában.
A páncélozott naszádokat, amelyeket John C. Frémont (a nyugati hadszíntér akkori parancsnokának) Mississippi-folyami terveihez igényeltek, James B. Eads mérnök és feltaláló építtette a hadügyminisztériumtól augusztusban kapott megrendelés alapján. Eads 100 nap alatt négy naszádot épített meg, öt hónap alatt pedig összesen hetet, ami jól jellemezte a fejlett északi ipar képességeit. A munkálatokat önmaga finanszírozta, és amikor a pénze elfogyott, barátaitól kért kölcsön. Mivel a hadügy nagyon lassan fizetett, a naszádok még mindig az ő tulajdonai voltak, amikor kifutottak a hadműveletre. A kilenc szállítóhajó elégtelen kapacitása miatt a csapatokat két fordulóban hajózták át Fort Henry közelébe.
| Fort Henry ostromának vezénylő parancsnokai |
| --- |
| - Ulysses S. Grant dandártábornok, USA - Andrew H. Foote admirális, USN - C. F. Smith dandártábornok, USA - John A. McClernand dandártábornok, USA - Lloyd Tilghman dandártábornok, CSA |

Grant csapatai február 4–5-én szálltak partra a hajókról.

## Az erőd
Az ötoldalú Fort Henry négy hektárt foglalt el a Tennessee-folyó keleti partján, Kirkman's Old Landing közelében, másfél kilométerrel a Panther-patak fölött, mintegy tíz kilométerrel a Big Sandy River és a Standing Rock patak torkolata alatt. 1861 májusában Isham G. Harris, Tennessee kormányzója kinevezte Daniel S. Donelson államügyészt dandártábornokká, és elrendelte, hogy építtessen erődöket Közép-Tennessee folyóinak védelmére. Donelson a semleges Kentucky határánál talált alkalmasnak vélt helyeket. A Cumberland-folyó melletti erődöt róla nevezték el. A helyszíneket jóváhagyta Bushrod Johnson, a Tennessee mérnöki kar ezredese.
Fort Donelson építését megkezdve Donelson a Tennessee-folyó mellett ettől az erődtől 20 km-rel nyugatra választott helyszín Fort Henrynek, és ezt az erődöt a tennessee-i Gustavus Adolphus Henry Sr. szenátorról nevezte el. Azért a Tennessee keleti partját választotta, hogy a két erőd között a helyőrség zavartalanul közlekedhessen és bármelyiket megvédhesse – ugyanis valószínűtlennek vélte, hogy a két erődöt egyszerre támadnák meg. Fort Donelsontól eltérően Fort Henry ingoványos talajra épült; a terepet túlparti dombok uralták. Az erőd helyzete lehetővé tette a hajóforgalom ellenőrzését, mivel az erőd ágyúi több mint három kilométer hosszan tiszta ráláttak a vízre. Donelson felmérői – Adna Anderson civil mérnök és William F. Foster őrnagy az 1. tennessee-i gyalogezredtől – hevesen ellenezték a helyszínt. Johnson ezredeshez fordultak, ő azonban – nem tudni miért – jóváhagyta a döntést.

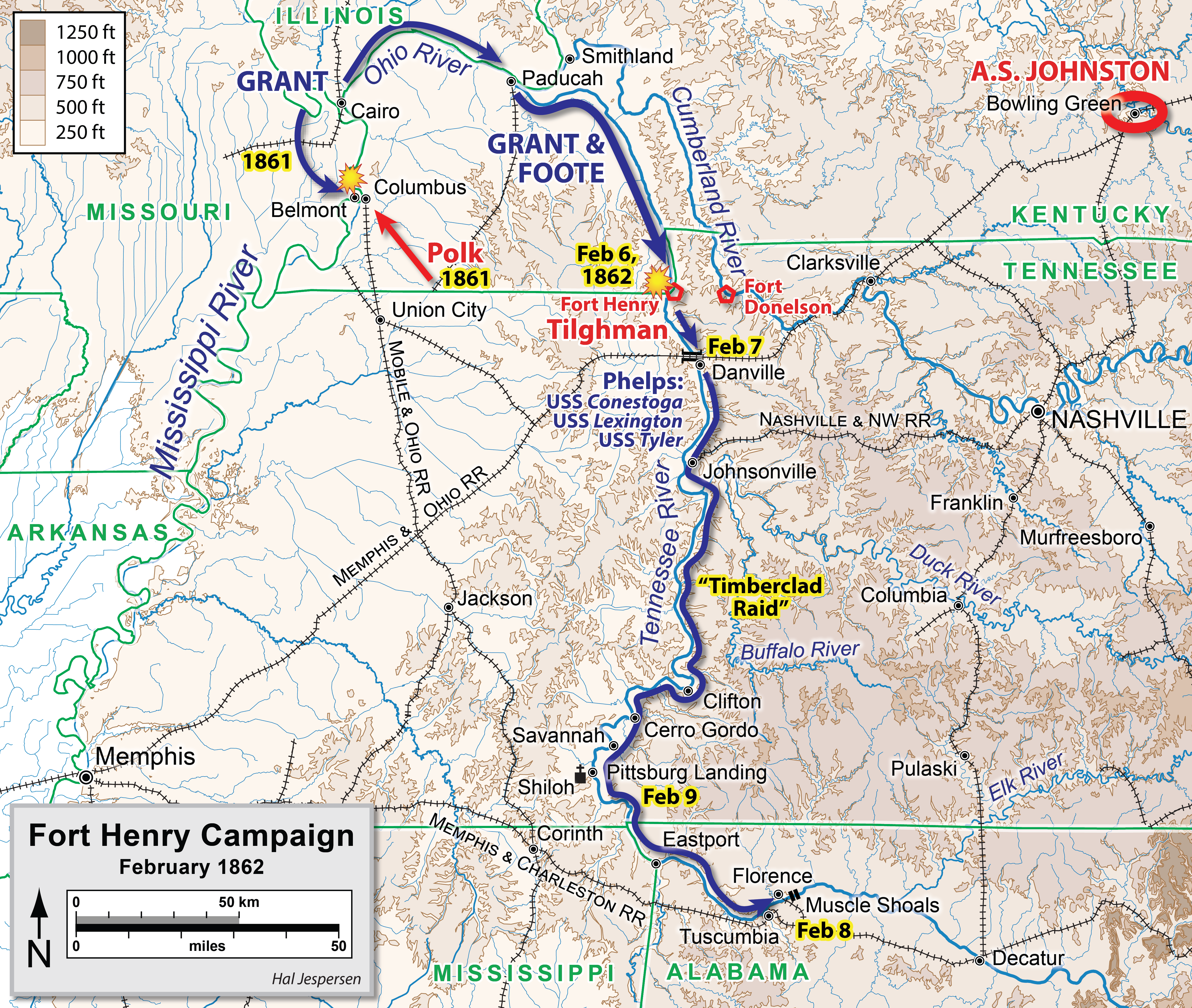
A Fort Henry ellen vezetett hadművelet térképe

Az erődöt nem gyalogsági rohamok kivédésére tervezték, hanem a hajóforgalom megállítására. Az építkezést 1861 júniusának közepén kezdték el a 10. tennessee-i gyalogezred és rabszolgák munkájával. Az első próbalövést 1861. július 12-én adták le. A kezdeti sietség után 1861 második felében alig dolgoztak itt valamit, mert a Mississippi-menti erődök kaptak elsőbbséget, tehát az erősítést és a lövegeket. Polk vezérőrnagy Columbus védelmének tökéletesre csiszolása érdekében elhanyagolta Fort Henry ügyeit. December végén a 27. alabamai gyalogezred katonái érkeztek meg 500 rabszolgával, hogy a folyó túlpartján emelkedő Stewart dombján (Stewart's Hill), Fort Henry ágyúinak lőtávolán belül felépítsenek egy kisebb, Fort Heimannek elnevezett erődöt. Lloyd Tilghman dandártábornok 1862 januárjában vette át Henry és Donelson parancsnokságát, de megvédésükre mindössze 4900 embert kapott. Henryben kb. 3000–3400 fős helyőrségét két dandárba osztotta, és ezek élére Adolphus Heiman és Joseph Drake ezredeseket nevezte ki. A katonákat gyatrán, javarészt ötvenéves technológiájú, 1812-es mintájú kovás puskákkal fegyverezték fel.
Az ostrom előtt a falakon 17 darab 18 fontos ágyút helyeztek el, közülük tizenegy nézett a folyóra. Volt két 10 hüvelykes Columbiad nehézlövegük és egy 24 fontos vontcsövű, a többi 32 fontos löveg volt. Az erődben volt ugyan két 42 fontos löveg is, ezekhez azonban nem volt muníció. A falak alul 6–7 m, fölül kb. 3 m vastagok voltak.
Átlagos vízállás idején a falak 6–7 méterre magasodtak a víztükör fölé, de 1862 februárjában a zuhogó eső miatt megáradt folyó az erőd nagy részét elöntötte. A végén már a lőporraktár is víz alá került.
A CSA (a konföderációs hadsereg) egy további, a harcászat akkori állása alapján egyedinek számító védintézkedéssel is próbálkozott: vízi aknákat, akkori szóhasználattal torpedókat horgonyoztak a vízszint alá a fő hajózó útvonalon. Ezeknek egy elhaladó hajótest érintésére fel kellett volna robbanniuk, de az áradó folyóból a fémtestű aknákba szivárgó víz hatástalanította a szerkezeteket.

## Az ütközet

### Partraszállás, felvonulás, menekülés

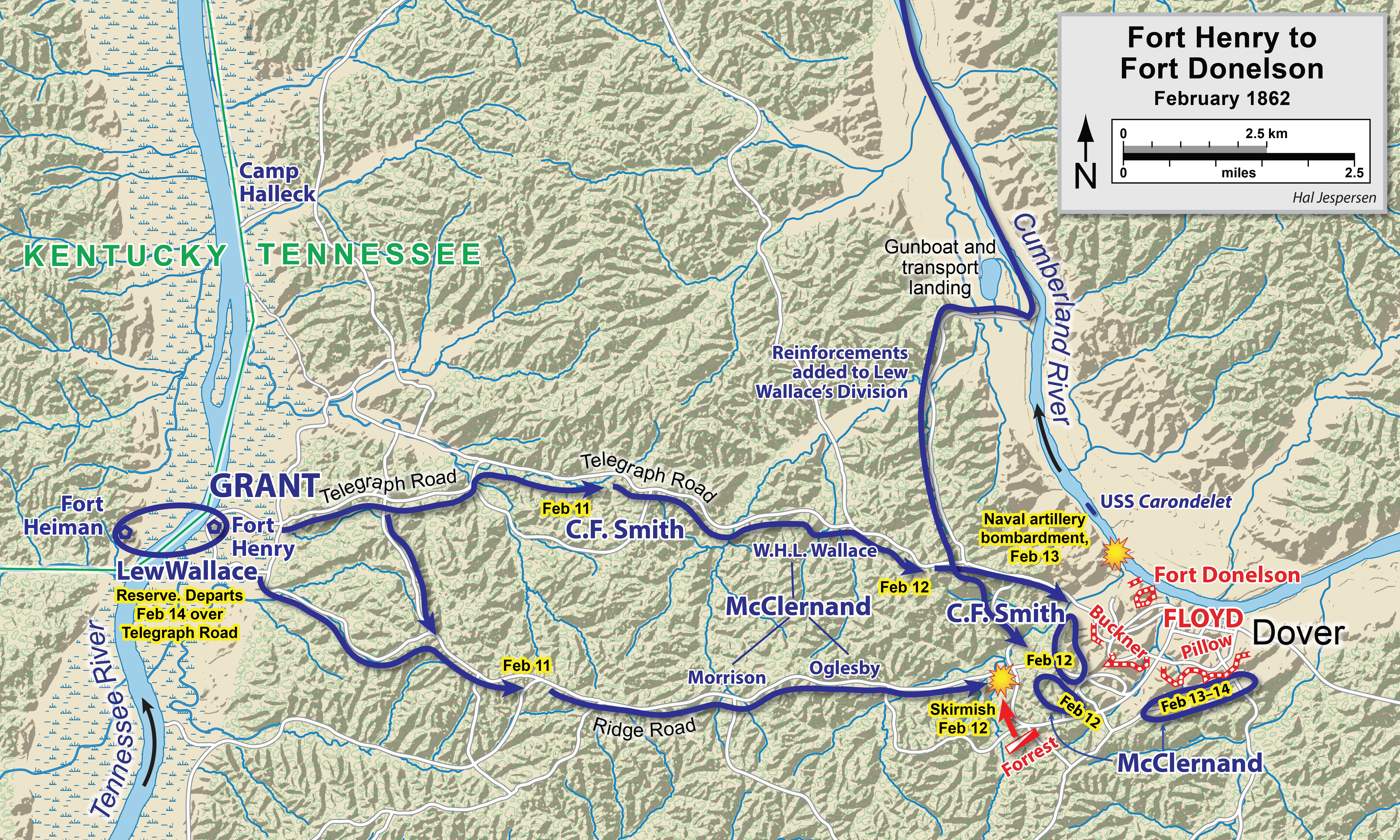
Fort Henry ostroma és a Fort Donelson felé irányuló csapatmozgás.

Grant a partraszállás helyének meghatározásánál dilemmába került. A Panther patak alatt partra szálló katonáknak kerülniük kellett volna, hogy át tudjanak kelni rajta, a patak torkolata fölött viszont az erőd ágyútüzébe kerülhettek volna. Az éjjeli sötétben az erődtől 13 km-re horgonyt vető hajók közül háromnak parancsot adott, hogy vonják magukra az erőd tüzét, ő maga pedig az Essex fedélzetén felderítésre indult. A naszádok elhajóztak a Panther patak torkolata előtt és az erődtől 3 km-re tüzet nyitottak. Az erőd válaszlövései rövidre sikerültek, kivéve a vont csövű löveget, mely még a Panther patakon is túllőtt. Ezzel kiderült, hogy az erőd a patakon túl is tűz alatt tudja tartani a partot. Az erőd korrigálta célzását és a következő sortűzben egy hathüvelykes lövedék telibe találta az Essexet, ezért a flottilla sietősen visszavonult.
Grant a belmonti ütközet tanulságaiból okulva igyekezett elkerülni, hogy egy erőd zavartalanul tűz alatt tarthassa csapatait, ezért módosította hadműveleti tervét. A szállítóhajók február 4-én éjjel McClernand hadosztályát az erődtől 5 kilométerrel északra, a Tennessee keleti partján tették partra, majd északra hajóztak a másik hadosztályért. McClernand feladata az volt, hogy délre vonuljon és az erődöt keletről megkerülve megakadályozza a helyőrség menekülését Fort Donelson felé. C. F. Smith hadosztályának először Fort Heimant kellett elfoglalnia a folyó kentucky-i oldalán, hogy annak ágyúit Fort Henry ellen fordíthassa, és ezután a főerődöt is meg kellett ostromolnia. Február 5-én éjjel a zuhogó eső lelassította a csapatok haladását, így az összecsapás befejeződött, mielőtt a gyalogság egyáltalán szerephez jutott volna
Február 5-én délután Grant, McClernand, C. F Smith és Foote a USS Cincinnati fedélzetén tartott megbeszélést, amikor a hajó egyik tisztje jelentette, hogy kihalásztak egy torpedót. Ez egy másfél méter hosszú és 30 centi széles vastartály volt, amelynek tetejéből hosszú rúd állt ki. Grant pedig meg akarta érteni a működési elvét, és utasította a hajó fegyvermesterét, aki vésőkkel és fogókkal megkísérelte azt felnyitni. Amikor a torpedó egyre hangosabban sziszegni kezdett, a Cincinnati teljes legénysége futásnak eredt, illetve hasra vetette magát. Foote a hajólétrához rohant, Grant pedig mögötte nyargalt. A tetejére érve Foote hallotta, hogy a sziszegés abbamarad, és látta, hogy Grant hatalmas lendülettel mászik utána. „Mire ez a nagy sietség, tábornok?” – érdeklődött Foote mosolyogva. – „Hogy a flotta meg ne előzhessen minket” – riposztozott Grant.
Tilghman megértette, hogy Fort Henry eleste csak idő kérdése. A víz színe fölött mindössze kilenc ágyúja maradt, ezeket az ágyúnaszádok feltartására a víz felé fordította, és csapatainak legnagyobb részét Adolphus Heiman ezredes vezetésével elindította a húsz kilométeres úton Fort Donelsonba. Fort Heimant már február 4-én feladták, február 5-re Fort Henry-ben is csak egy pár tüzér maradt. Az uniós lovasság a déliek üldözésére indult, de a rossz útviszonyok miatt komoly összecsapásra nem került sor, csak egy pár foglyot ejtettek. Tilghman a február 6-ra virradó éjszakát szokásának megfelelően a 2-3 kilométerrel az erőd felett horgonyszó Dunbar gőzösön töltötte. Éjfél körül elküldte Johnstonnak a híreket, majd nem sokkal hajnal előtt visszatért Fort Henry-be.

### Az összecsapás
Február 6-án reggel Foote hét ágyúnaszádja megérkezett Fort Henry alá, és 12:30-ra állást foglaltak. Tilghman tiszthez méltatlannak érezte harc nélkül feladni az erődöt, ezért a megadásra felszólítást elutasította. A flotta 1500 méterről nyitott tüzét az erőd egy órán át viszonozta. Ez volt az új tervek alapján sebtiben legyártott fémpáncélzatú ágyúnaszádok első bevetése. Foote ezt a négy naszádot állította az első sorba. A fával borított naszádok mögöttük helyezkedtek el, így messzebbről kellett lőniük. Ez kevésbé volt hatásos, de az erőd ágyúi kevésbé veszélyeztették őket. A magas vízállás és Fort Henry ágyúinak alacsony lőállásai miatt a flottát nem érték komoly károk, mert az ágyúk csak olyan pontokon tudták eltalálni őket, ahol páncélzatuk vastag volt. Mind a négy páncélozott naszádot többször is eltalálták. A USS Essex páncélját átütötte egy 32 fontos lövedék. Ez telibe találta a középső kazánt, és forró gőzzel árasztotta el a fél hajót. A gőztől 32-en haltak, illetve sebesültek meg, köztük a hajó kapitánya, William D. Porter. A hajó a hadjárat további részére akcióképtelenné vált.
Egy és negyed órás bombázás után Tilghman megadta magát a 275 méterre közelítő és közvetlen közelről rombolásra készülő flottának. Az ütközet előtt azt mondta, hogy egy óráig ellen fog állni, hogy időt biztosítson embereinek a menekülésre. Amikor már csak egy működőképes ágyúja maradt a lőporraktár víz alá kerülése miatt alig néhány lövésre való munícióval, Tilghman felhúzatta fehér zászlót. Ezt megpillantva az ágyúnaszádok azonnal beszüntették a tüzelést. Egy kis csapat a kihajózott Tilghmanért, akivel a USS Cincinnati fedélzetén megbeszélték a fegyverletételt. 12 tiszt és 82 közkatona adta meg magát; a harcban 15 társuk meghalt és 20 megsebesült. A kiürítéskor a CSA minden tüzérségét és felszerelését hátrahagyta.

## Az ütközetet követő események és a naszádok portyái
Tilghmant a bostoni Fort Warren erődjébe szállították. Hat hónappal később, 1862 augusztusában szabadult, amikor kicserélték a Gaines' Mill-i ütközetben fogságba esett John F. Reynolds dandártábornokra. Tilghman jelentésében keserűen panaszkodott Fort Henry katonailag gyalázatos elhelyezésére, amely „a hadmérnöki történelemben páratlan”. Grant röviden tájékoztatta Hallecket: „Fort Henry a miénk. ... [február] 8-án beveszem és lerombolom Fort Donelsont és visszatérek Fort Henry-be.” Halleck Washingtonba táviratozott: „Fort Henry a miénk. A lobogó visszatért Tennessee földjére és többé el nem hagyja”.
Grant és csapatai 1862. február 6-án hajnali 3 óra felé érkeztek meg Fort Henry alá, amikor a helyőrség már kapitulált. Smith hadosztálya az elhagyott Fort Heimant vette birtokba. Északon az erőd elfoglalását dicsőséges győzelemként értékelték. Február 7-én a Cincinnati, St. Louis, és Essex uniós ágyúnaszádok nagy kürtöléssel visszatértek Cairóba, ahol Fort Henry konföderációs lobogóját fejjel lefelé húzták fel. A Chicago Tribune szerint az ütközet „az egyik legteljesebb és jelzésértékű győzelem a világ hadtörténetében”. Ehhez megjegyzendő, hogy ha Grant nagyon óvatos és két nappal később támad, akkor az ütközetre egyáltalán nem kerül sor. Február 8-ra ugyanis Fort Henry-t teljesen ellepte az ár.
Fort Henry bevétele utat nyitott a Tennessee folyón az uniós ágyúnaszádok számára egészen Alabama határáig. Közvetlenül a megadás után Foote utasította Phelps hadnagyot, hogy három faborítású hajójával (a Tyler, Conestoga, and Lexington naszádokkal) induljon portyára a folyón felfelé katonailag értékes készletek és építmények megsemmisítésére, ide értve a konföderációs hajók üldözésáte és elfogását is – a több találattól sérült páncélozott naszádok ehhez túl lassúak és kevésbé manőverezhetőek voltak. A portyán a naszádok az alabamai Muscle Shoals-ig jutottak, Florence-nél is feljebb, egészen a folyó hajózható szakaszának végéig. A flottilla és a partraszálló, portyázó legénység lerombolta a Memphis–Ohio vasút hídját kb. 40 km-rel az erőd fölött. Elfogtak sok déli hajót, köztük a Sallie Wood-ot és a Muscle-t valamint a befejezetlen Eastport páncélozott naszádot. Február 27-én épségben tértek vissza Fort Henry alá; de Phelps az amúgy sikeres portyán egy óriási hibát is elkövetett. Engedett ugyanis Florence lakosainak, akik azt kérték, kímélje meg városukat és a Memphis–Charleston vasút hídját. Phelps nem látta át a híd fontosságát, pedig annak megsemmisítésével gyakorlatilag kettévágta volna a Konföderáció közlekedési rendszerét. Johnston hadserege később Corinth felé utazva ezen a hídon kelt át, amikor a Shiloh-i csata megvívása előtt összevonta csapatait.
Fort Donelson eleste után a Tennessee és a Cumberland folyó konföderációs útvonalból uniós utánpótlási vonallá vált. Grant várakozásának megfelelően a két erőd bevétele után az elvágással fenyegetett Columbust sem lehetett tartani, ezért a kiválóan megerősített városból Polk vezérőrnagynak ki kellett vonulnia, feladva ezzel egész Nyugat-Kentucky-t.

## A történelmi emlékezet
Fort Henry jelenleg a Land Between the Lakes nemzeti szabadidőpark része, és ez a szervezet szorosan együttműködik a Fort Donelson egykori helyén kialakított Fort Donelson nemzeti csatamező parkkal (Fort Donelson National Battlefield), amely a National Park Service része. Az 1930-as években, amikor a Tennessee vizét gátakkal szabályozva létrehozták a Kentucky-tavat, Fort Henry maradványai végleg víz alá kerültek. Az egykori erőd északnyugati sarkát egy kis navigációs bója jelzi a parttól meglehetősen messze. Fort Heiman környéke 2006 októberéig magántulajdonban volt Kentucky Calloway megyéjében. Ekkor a helyi önkormányzat mintegy 37–38 hektár földet a National Park Service kezelésébe adott, hogy a Fort Donelson bemutatóhely részévé tegyék. Az erődítések egy része ma is látható.

## További irodalom
- Grant, Ulysses S. Personal Memoirs of U. S. Grant. 2 vols. Charles L. Webster & Company, 1885–86. ISBN 0-914427-67-9.
- Simpson, Brooks D. Ulysses S. Grant: Triumph over Adversity, 1822–1865. New York: Houghton Mifflin, 2000. ISBN 0-395-65994-9.

## Fordítás
- Ez a szócikk részben vagy egészben  a   Battle of Fort Henry című angol Wikipédia-szócikk ezen változatának fordításán alapul.  Az eredeti cikk szerkesztőit annak laptörténete sorolja fel. Ez a jelzés csupán a megfogalmazás eredetét és a szerzői jogokat jelzi, nem szolgál a cikkben szereplő információk forrásmegjelöléseként.